# Grimpereau de l'Himalaya
Certhia himalayana
Espèce
Statut de conservation UICN

 LC  : Préoccupation mineure
Le Grimpereau de l'Himalaya (Certhia himalayana) est une espèce d'oiseaux de la famille des Certhiidae.

## Répartition et sous-espèces
Selon la classification de référence du Congrès ornithologique international (version 14.2, 2024) il existe quatre sous-espèces :
- Certhia himalayana taeniura Severtsov, 1873 — Tian Shan
- Certhia himalayana himalayana Vigors, 1832 — ouest de l'Himalaya
- Certhia himalayana yunnanensis Sharpe, 1902 — centre de la Chine
- Certhia himalayana ripponi Kinnear, 1929 — Chin Hills